# يوهان دوراند
يوهان دوراند (بالفرنسية: Johann Durand)‏ مواليد 17 يونيو 1981 في إيفيان، هو لاعب كرة قدم فرنسي سابق كان يلعب كحارس مرمى شارك خلال مسيرته في 305 مباريات وسجل 49 هدف.

## أندية لعب لها
- نادي إيفيان

## روابط خارجية
- يوهان دوراند على موقع رابطة كرة القدم الفرنسية للمحترفين (الإنجليزية)
- يوهان دوراند على موقع قاعدة بيانات كرة القدم.إي يو (الإنجليزية)
- يوهان دوراند على موقع ليكيب (الفرنسية)
- يوهان دوراند على موقع Soccerway.com (الإنجليزية)
- يوهان دوراند على موقع AS.com (الإسبانية)